# کیم نام-سون
کیم نام-سون (انگلیسی: Kim Nam-soon؛ زادهٔ ۷ مهٔ ۱۹۸۰) کماندار اهل کره جنوبی است.